# شول نقش رستم
شول نقش رستم، روستایی از توابع بخش مرکزی شهرستان مرودشت در استان فارس ایران است.
شول نقش رستم در ۳ کیلومتری آثار جهانی نقش رستم و شهر باستانی استخر واقع شده .
دارای امکانات پایه آب، برق، گاز، تلفن و اینترنت.
جاده‌های منتهی به روستا و بلوار اصلی آن اسفالت می‌باشد. در این روستا خدمات رفاهی و فرهنگی همچون زمین ورزشی. خانه بهداشت، شرکت تعاونی روستایی، مرکز مخابرات، مسجد، مدرسه، داروخانه کشاورزی و داروخانه دامپزشکی، مرکز واکسیناسیون دام در منطقه نقش رستم، باشگاه ورزشی، تعاونی کامیون‌داران، پمپ بنزین و فروشگاه‌های مختلف واقع شده است.

## شغل اهالی روستا
شغل اصلی اکثر اهالی این روستا کشاورزی، زراعت، دامپروری، فروشندگی و رانندگی می‌باشد.

## جمعیت و اهالی
این روستا در دهستان نقش رستم قرار دارد و براساس سرشماری مرکز آمار ایران در سال ۱۳۸۵، جمعیت آن ۱٬۳۹۶ نفر (۳۲۰خانوار) بوده‌است.
اکثر اهالی این روستا دارای نام خانوادگی «حبیبی» می‌باشند که برخی از این افراد از سادات هستند.
در میان سادات این روستا خاندان سید عبدالحسین حبیبی فرزند سید کاظم موسوی عاملی فرزند سید نبی الله موسوی عاملی فرزند سید مهدی شرف‌الدین فرزند سید صالح شرف‌ الدین از سادات موسوی صحیح النسب هستند که اصالتا از اهالی روستای شحور از توابع شهر صور سرزمین لبنان می‌باشند که در نیمه دوم قرن سیزدهم هجری در عصر جد اعلایشان سید نبی‌الله موسوی عاملی در زمان سلطنت محمد شاه قاجار به منطقه فارس هجرت کرده‌اند.
در سال‌های اخیر و خصوصا پس از خشکسالی های پیش آمده و آسیب دیدن زمین‌های زراعی از نبود آب، برخی از اهالی این روستا به شهرها، خصوصا مرودشت و شیراز مهاجرت کرده‌اند.

## زبان و مذهب
زبان اهالی بومی این روستا فارسی است که همراه با گویش و لهجه خاص و شیرین اهالی روستا می‌باشد.
اهالی و مردمان این روستا همگی از شیعیان دوازده امامی و از دوست‌داران اهل‌بیت پیامبر هستند و به آیین های سنتی مذهبی خصوصا عزاداری ماه محرم و ماه مبارک رمضان بهای فراوانی می‌دهند.
- فهرست روستاهای ایران